# Wystan Hugh Auden
Wystan Hugh Auden (York, 21. veljače 1907. – Beč, 29. rujna 1973.), 
engleski pjesnik i kritičar, godine 1939. emigrirao u SAD.
Isprva je pisao lirsku i satiričku poeziju i pjesničke drame u kojima izražava svoj stav protiv buržoazije i fašističke prijetnje te predstojećeg poretka. Aktivno je sudjelovao u Španjolskom građanskom ratu. U njegovoj novijoj poeziji odražavaju se kršćanski stavovi i posebno utjecaj Kierkegaarda. Uredio je više pjesničkih antologija, a pisao je i operna libreta ("Život razvratnika" Igora Stravinskog).
Godine 1948. dobio je Pulitzerovu nagradu.

## Ostali projekti
|  | Wikicitati imaju zbirke citata o temi Wystan Hugh Auden |